# Cattedrale della Resurrezione (San Pietroburgo)
La cattedrale della Resurrezione (in russo Воскресенский собор?), conosciuta anche come cattedrale di Smol'nyj (Смольный собор), è una delle più importanti chiese rococò di San Pietroburgo, costruita su progetto di Bartolomeo Rastrelli nella zona di Smol'nyj, sulle rive della Neva, dove si trova il monastero di Smol'nyj.

## Storia
Nel 1730 l'erede al trono di Russia, la granduchessa Elisabetta di Russia (poi zarina), decise che avrebbe trascorso l'ultima parte della sua vita in un monastero pacifico e tranquillo, circondata da una ventina di fanciulle nobili. Pertanto la futura zarina diede il via alla costruzione di un monastero sul sito del palazzo di Smolny dove aveva trascorso i primi anni della sua vita. Il complesso da lei pensato doveva comprendere oltre alla chiesa anche un edificio per accogliere le future monache provenienti dalle più eminenti famiglie nobili della Russia. L'architetto del progetto fu l'italiano Bartolomeo Rastrelli.
La cerimonia per la posa della prima pietra ebbe luogo nel 1748 dopo diciotto anni di progettazione e dal 1749 ebbero luogo i lavori preparatori per le fondamenta che vennero completati nel 1751 che permisero la costruzione dell'edificio. Poco dopo, ad ogni modo, scoppiò la Guerra dei sette anni che coinvolse anche l'Impero russo contro il Regno di Prussia, il che fece dirottare molti dei fondi necessari alla costruzione del complesso per la causa bellica ed il progetto proseguì molto lentamente. Nel 1762 iniziò la decorazione delle parti interne della cattedrale e l'apertura del convento si tenne il 27 giugno 1764, mentre la cattedrale impiegò molto più tempo per essere terminata, venendo finita dall'architetto Stasov nel 1835.
La cattedrale venne chiusa nel 1931 dal governo sovietico, decisione che già era stata avanzata nel 1923 dopo che venne privata di tutte le sue proprietà e degli oggetti preziosi. L'iconostasi della cattedrale venne smantellata nel 1972 ed a differenza di altre cattedrali a San Pietroburgo, l'edificio non venne riaperto al culto. Nel 1990 la sala divenne una sala per concerti.
Il 24 maggio 2009, dopo un lungo periodo di stallo, la chiesa venne riconsacrata all'opera del vescovo di San Pietroburgo e venne riaperta al culto dopo ulteriori restauri il 7 aprile 2010, giorno della festa dell'Annunciazione, dopo 87 anni di chiusura. La chiesa ha riottenuto tutte le opere d'arte che un tempo l'adornavano e che nel contempo erano state preservate presso il Museo di Stato russo.
Sempre nel 2010, in occasione del 175º anniversario della costruzione della cattedrale, la zecca di stato russa produsse una medaglia commemorativa ed un francobollo per ricordare questo importante monumento nazionale.

## Il progetto della torre campanaria
Secondo il progetto del convento di Smolny (il modello è conservato presso il Museo dell'Accademia di belle arti) doveva essere costruita anche una torre di cinque piani alta 140 metri, un edificio che se realizzato sarebbe stato l'edificio più alto d'Europa. Il livello di base della torre campanaria doveva servire come arco trionfale e come porta d'ingresso al monastero.
Tuttavia, contrariamente alla leggenda, il complesso del convento di Smolny venne lasciato senza un campanile per volere dell'architetto Rastrelli e non per la mancanza di fondi (la costruzione della torre campanaria venne sospesa nel 1756, un anno prima dell'entrata della Russia nella Guerra dei sette anni), anche se entrambi i fatti indubbiamente contribuirono all'arresto di questo progetto, lasciando a dominare il paesaggio la sola cattedrale.

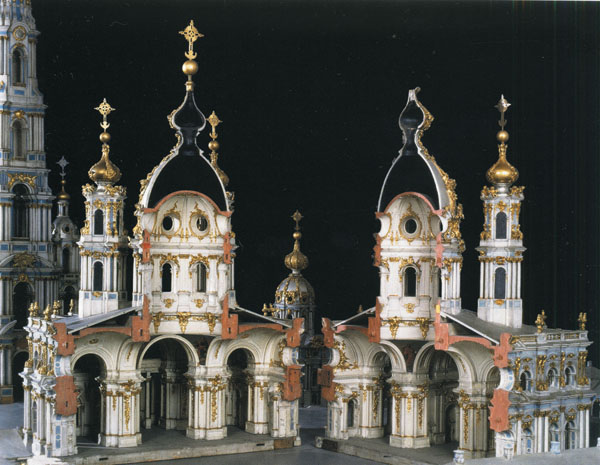
Plastico del monastero di Smolny: veduta interna della cattedrale della Resurrezione
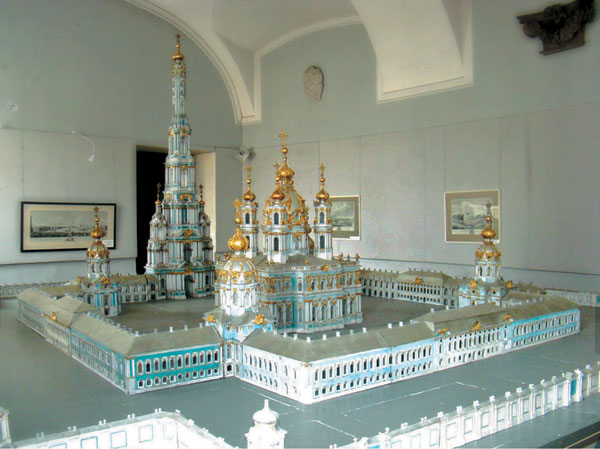
Veduta d'insieme del plastico del monastero di Smolny

## L'architettura
La cattedrale della Resurrezione è a pianta a croce greca, con la cattedrale posta all'interno di un complesso di quattro chiese angolari. L'altezza della cattedrale è di 93,7 metri ed è costruita in stile barocco elisabettiano, caratterizzata dal tipico colore bianco e azzurro con la cupola grigia, facendo rassomigliare il tutto più ad un palazzo nobiliare dell'epoca piuttosto che ad un edificio di culto. La cupola centrale è contraddistinta da un tamburo accentuato e termina con una lanterna a cipolla, come del resto nel caso dei quattro campanili circondanti la struttura. Nel complesso la cattedrale appare imponente, anche se la chiesa propriamente detta è seminascosta dalla presenza delle strutture attorno, anche se avvicinandosi si riesce a cogliere la perfezione nelle proporzioni e la sua squisita decorazione. Secondo la leggenda popolare l'architetto Giacomo Quarenghi, fervido oppositore dell'architetto Rastrelli, si sarebbe fermato di fronte all'ingresso della cattedral della resurrezione ed avrebbe esclamato: "Questa sì che è una cattedrale!".

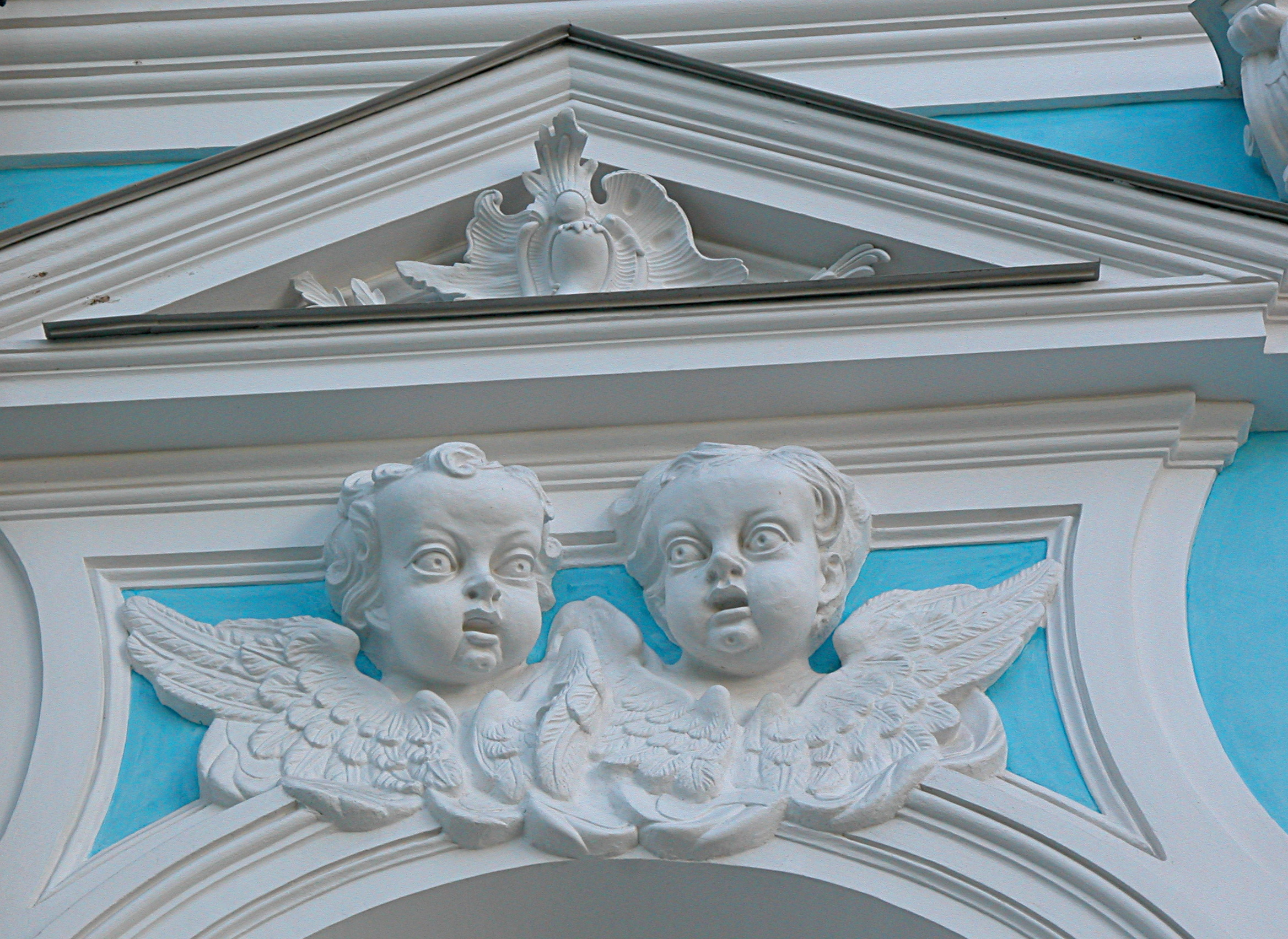
Particolare della decorazione a putti sul fronte della cattedrale
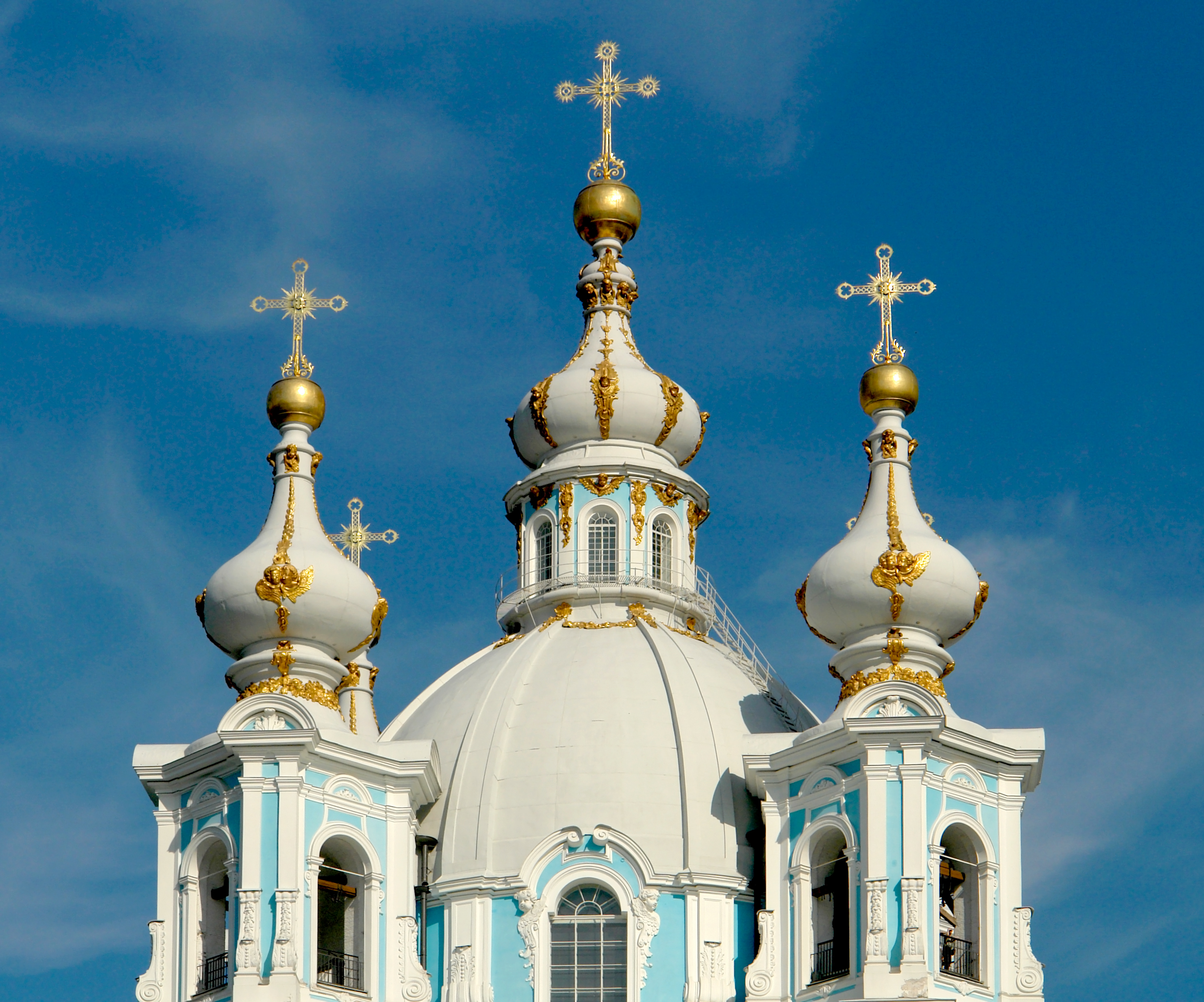
Particolare della decorazione "a cipolla" della cupola e dei campanili principali
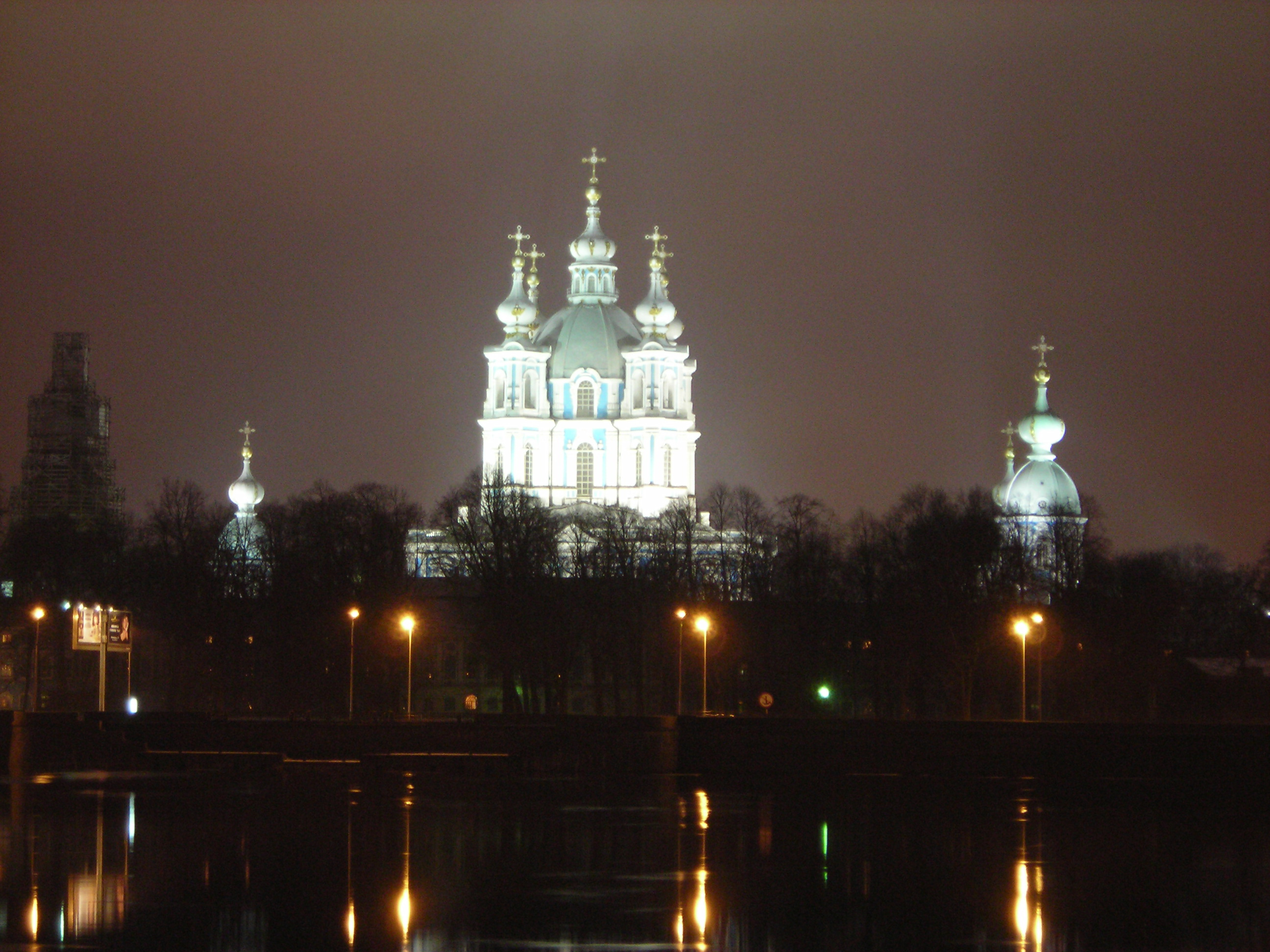
La cattedrale di notte
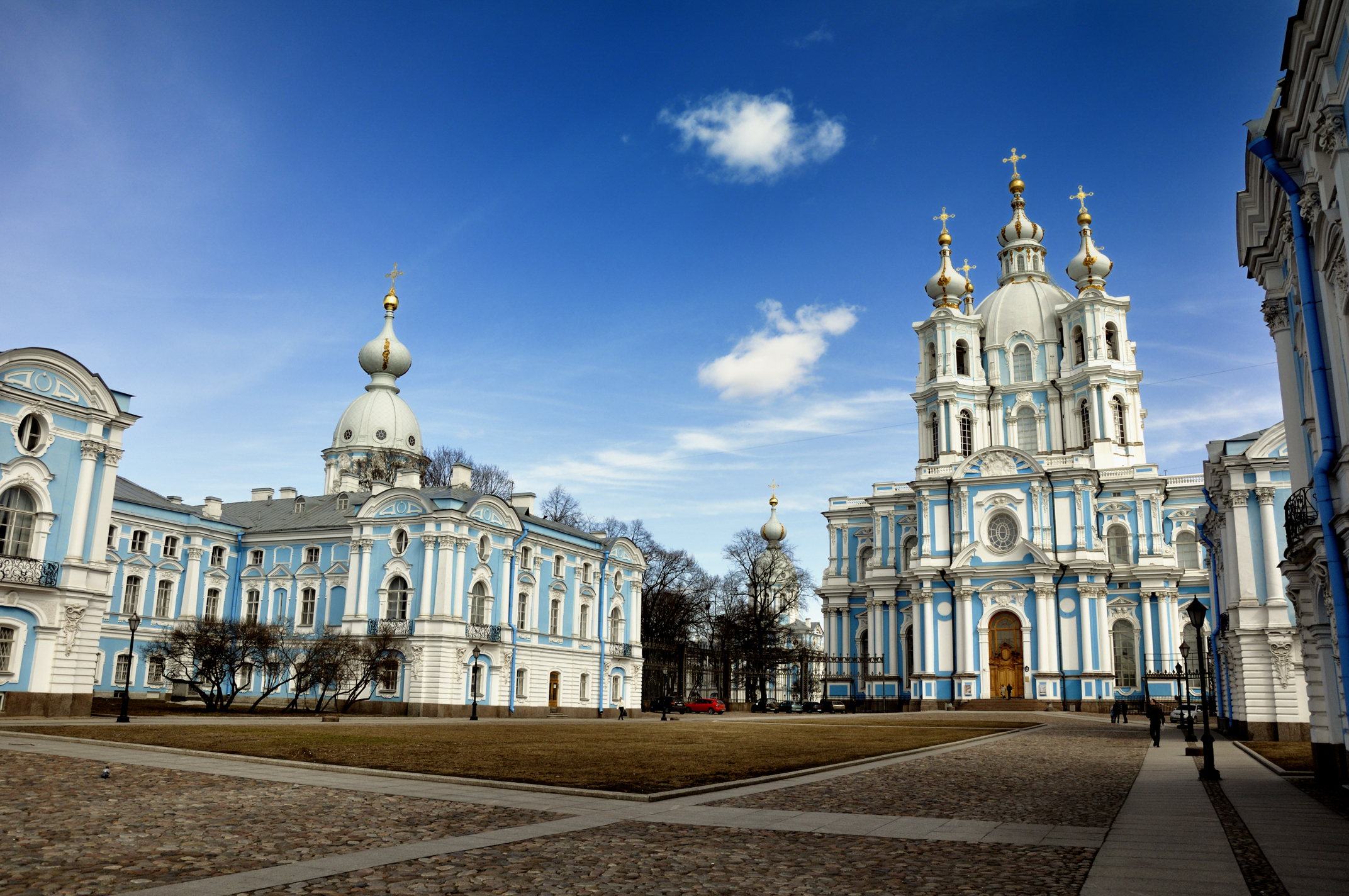
La cattedrale e la vista di alcune delle quattro chiese esterne
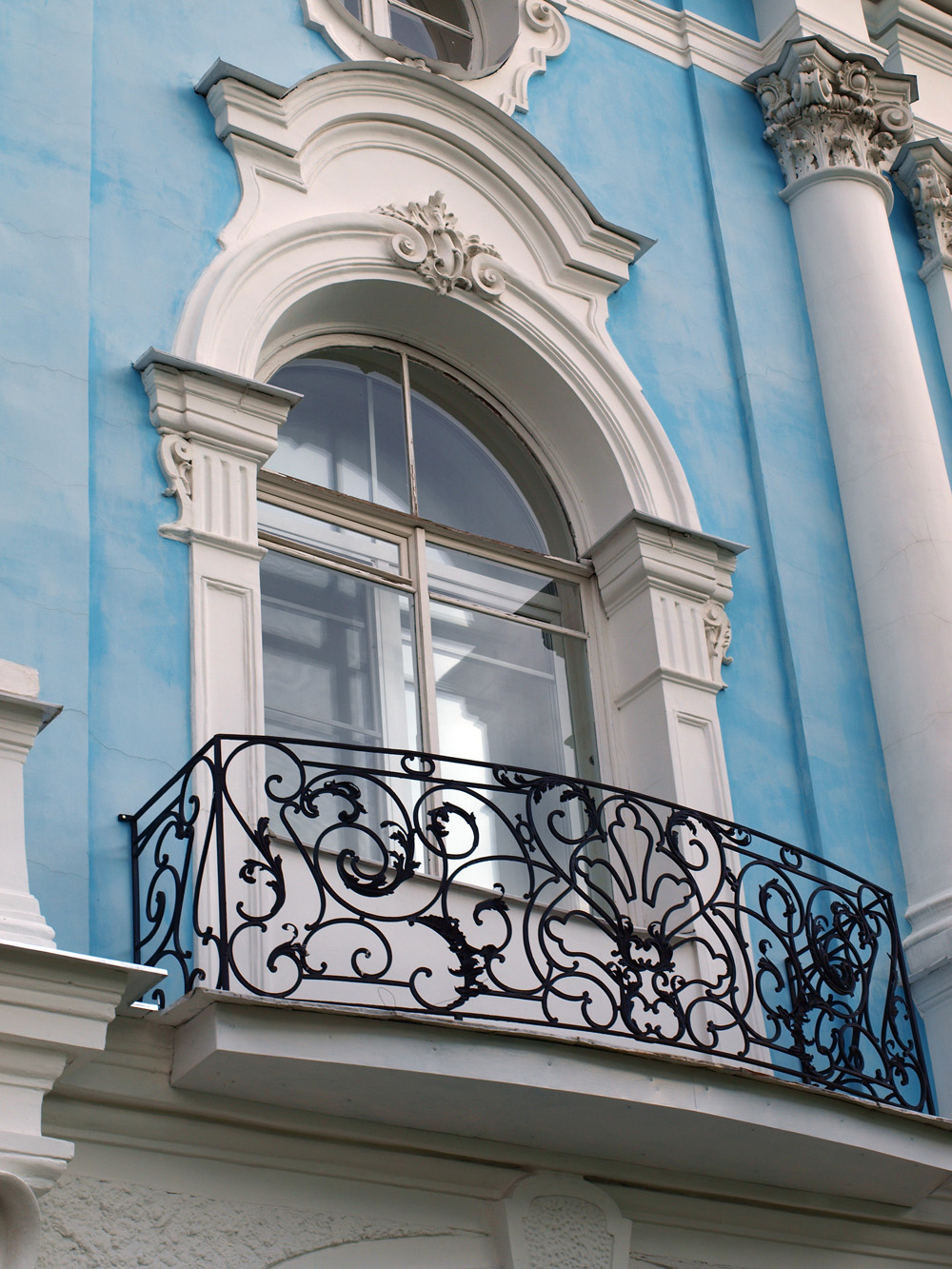
Balcone sulla facciata di una delle chiese esterne